# L'Artiste et le Mannequin
L'Artiste et le Mannequin je francouzský němý film z roku 1900. Režisérem je Georges Méliès (1861–1938). Film trvá zhruba jednu minutu. Ve Spojených státech vyšel film pod názvem The Artist and the Mannikin nebo The Artist and the Dummy.
Méliès na sklonku života spálil všechny dochované originální kamerové negativy svých filmů a předpokládá se, že asi tři pětiny jeho produkce jsou ztraceny. Snímek byl považován za ztracený do roku 2007, kdy byla nalezená kopie filmu identifikována a restaurována španělským archivem Filmoteca de Catalunya.

## Děj
Umělec postaví figurínu na podstavec, aby ji mohl použít jako model pro svůj obraz. Mezitím se jeho sluha domluví se ženou, že si z něj udělají legraci. Zatímco se malíř otočí, žena zaujme místo sochy, kterou odloží pryč. Malíř se přiblíží k „figuríně“ a dodělá poslední úpravy, než začne malovat. Když se obrátí, žena ho přetáhne po zádech koštětem. Malíř se rozčílí a sluha mu vzápětí pošeptá, že je to ve skutečnosti živá žena. Zatímco umělec spřádá plán na pomstu, žena si uvědomí, že je v nebezpečí, a vrátí na místo sochu. Malíř vezme do rukou koště a udeří jím velkou silou na sochu, která dominovým efektem rozhýbe skříň, která na něj spadne.